# Géry Leuliet

Bischofswappen von Géry Leuliet

Géry-Jacques-Charles Leuliet (* 12. Januar 1910 in Richebourg, Département Pas-de-Calais, Frankreich; † 1. Januar 2015 in Arras) war ein französischer römisch-katholischer Geistlicher und Bischof von Amiens.

## Leben
Géry Leuliet empfing die Priesterweihe am 8. Juli 1933 in Arras im Norden Frankreichs. Er war nach dem Ende des Zweiten Weltkriegs zunächst Professor und Superior, ab 1951 Rektor des Priesterkollegs in Saint-Pierre in Calais (Collège Saint-Pierre à Calais). Zudem war er Domdekan von Notre Dame in Calais. 1953 wurde er durch Victor-Jean Perrin, Bischof von Arras, zum Leiter der Diözesanverwaltung berufen. Er war Generalvikar und Archidiakon für die ländliche Diözese. Er engagierte sich für die Katholische Aktion.
Am 14. Februar 1963 wurde er von Johannes XXIII. zum Bischof von Amiens ernannt. Die Bischofsweihe spendete ihm der Bischof von Arras, Gérard Huyghe, am 9. Mai 1963. Mitkonsekratoren waren René Stourm, Erzbischof von Sens, und Victor-Jean Perrin, emeritierter Bischof von Arras. Er war Konzilsvater der zweiten bis vierten Sitzungsperiode des Zweiten Vatikanischen Konzils. Nach Ende des Konzils engagierte er sich für die Verwirklichung der Beschlüsse des Konzils und arbeitete eng mit der Mission de France sowie Paul Clabaut und Pierre Ysebe zusammen.
Seinem altersbedingten Rücktrittsgesuch gab Papst Johannes Paul II. am 15. Januar 1985 statt. Zum fünfzigsten Jubiläum des Zweiten Vatikanischen Konzils 2012 äußerte Leuliet den Wunsch, dass die katholische Kirche die Konzilsbeschlüsse noch stärker in die Tat umsetzte.
Seit dem Tod des vietnamesischen Bischofs Antoine Nguyên Van Thien im Mai 2012 war Leuliet der älteste Bischof der katholischen Kirche. Géry Leuliet lebte zuletzt in einem Seniorenheim in Arras. Dort starb er am 1. Januar 2015, wenige Tage vor seinem 105. Geburtstag.